# Janusz Taborek
Janusz Robert Taborek (ur. 1973 w Turku) – polski germanista, językoznawca, leksykograf, inżynier informatyki, profesor nauk humanistycznych. Profesor Uniwersytetu im. Adama Mickiewicza w Poznaniu, członek Doradczego Komitetu Naukowego Instytutu Języka Niemieckiego w Mannheimie.

## Kariera naukowa
Absolwent Liceum Ogólnokształcącego im. Tadeusza Kościuszki w Turku. Studia germanistyczne ukończył w 1997 r. w Uniwersytecie im. Adama Mickiewicza w Poznaniu uzyskując tytuł magistra filologii germańskiej. 21 czerwca 2001 r. uzyskał stopień doktora nauk humanistycznych na podstawie dysertacji Verweiswörter im Deutschen und im Polnischen napisanej pod opieką prof. Józefa Darskiego. 24 września 2009 r. uzyskał stopień doktora habilitowanego nauk humanistycznych na podstawie rozprawy Subjektsätze im Deutschen und im Polnischen. Syntaktisches Lexikon und Subklassifizierung der Verben. 8 lutego 2018 r. uzyskał tytuł zawodowy inżyniera informatyki na podstawie projektu MultiLex. System tworzenia i zarządzania wielojęzyczną bazą leksykalną. 8 marca 2023 r. postanowieniem Prezydenta RP otrzymał tytuł naukowy profesora nauk humanistycznych w dziedzinie językoznawstwo.
Zastępca dyrektora ds. naukowych (2012–19) i dyrektor (2019–20 i od 2025) w Instytucie Filologii Germańskiej UAM w Poznaniu. Kierownik Zakładu Gramatyki Opisowej Języka Niemieckiego (2012–19) i Zakładu/Pracowni Niemieckiego Językoznawstwa Stosowanego i Translatoryki (od 2020). Członek Senatu Uniwersytetu im. Adama Mickiewicza w Poznaniu (od 2024).
Stypendysta Fundacji im. Alexandra von Humboldta, pobyty badawcze na Uniwersytecie Justusa Liebiga w Gießen (2004–05) i w Instytucie Języka Niemieckiego w Mannheimie (2018–19, 2023) oraz stypendysta Bawarskiego Ministerstwa Kultury, Sztuki i Nauki (1999) – staż na Uniwersytecie w Pasawie.
Członek Międzynarodowej Rady Naukowej (2018-2023), a od roku 2024 członek Doradczego Komitetu Naukowego (Wissenschaftlicher Beirat) Instytutu Języka Niemieckiego w Mannheimie.
Członek towarzystw Internationale Vereinigung der Germanisten (IVG) i Stowarzyszenia Germanistów Polskich (SGP). Członek Zarządu Głównego i przewodniczący Oddziału Poznańskiego Societas Humboldtiana Polonorum (od 2023 r.).
Wykłady na uniwersytetach zagranicznych m.in. w Lublanie, Jenie, Mannheimie, Wiedniu, Sofii, Salzburgu, Lancaster, Frankfurcie nad Odrą, Bazylei, Lyon, Brukseli, Smoleńsku, Mediolanie, Santiago de Compostela, Palermo, Getyndze, Bukareszcie.
Współpraca m.in. z Europejskim Uniwersytetem Viadrina we Frankfurcie nad Odrą, z Państwową Wyższą Szkołą Zawodową (obecnie Akademia Nauk Społecznych) w Pile oraz z Uniwersytetem WSB Merito w Poznaniu (dawniej Wyższa Szkoła Bankowa). Promotor i opiekun ponad 100 prac magisterskich i licencjackich oraz trojga wypromowanych doktorów w Polsce, udział w trzech przewodach doktorskich zagranicznych (Karaganda, Mannheim, Bruksela).

## Osiągnięcia naukowe

### Monografie
- Verweiswörter im Deutschen und im Polnischen. Peter Lang Verlag, Frankfurt a.M. et al. 2004
- Subjekstsätze im Deutschen und im Polnischen. Syntaktisches Lexikon und Sublassifizerung der Verben. Peter Lang Verlag, Frankfurt a.M. et al. 2008
- Das Wörterbuch der Fußballsprache: Polnisch – Russisch – Englisch – Deutsch, Verlag Dr. Kovač, Hamburg 2014